# Xylomedes scutifrons
Xylomedes scutifrons är en skalbaggsart som beskrevs av Pierre Lesne 1908. Xylomedes scutifrons ingår i släktet Xylomedes och familjen kapuschongbaggar. Inga underarter finns listade i Catalogue of Life.